# Rukev
Rukev (Rorippa) je rozsáhlý rod vlhkomilných, zeleně nebo žlutě kvetoucích rostlin z čeledě brukvovitých.

## Rozšíření
Rod rukev se vyskytuje na všech kontinentech v mírném a subtropickém pásu, přednost dává ve většině případů vlhčímu prostředí. Obsahuje druhy od vyloženě vodních přes rostliny upřednostňující bažiny s kolísavou hloubkou vody, nebo rostoucí ve vodách přes léto zcela vysychajících, případně jsou to druhy kterým stačí k růstu jen ve správný čas vodou nasycená půda.

## Popis
Jsou to rostliny jednoleté, dvouleté i vytrvalé s lodyhami jednoduchými nebo rozvětvenými, vzpřímenými, vystoupavými nebo poléhavými, vyrůstajícími z kořenů nebo oddenků. Listy vytvářejí listovou růžici nebo vyrůstají na lodyze střídavě, jsou krátce řapíkaté neb přisedlé s objímavými oušky. Listy bývají jednoduché i násobně zpeřené, některé druhy jsou různolisté. V místech nasedání řapíků na listovou čepel se někdy vyvíjejí pupeny z kterých vyrostou nové rostliny (gemmiparie).
Drobné, čtyřčetné květy vytvářejí klasnatá nebo latnatá květenství. Kališní lístky jsou vejčité až úzce podlouhlé, vztyčené nebo převislé. Korunní lístky, někdy zakrnělé, jsou také nejčastěji vejčité a bývají žluté nebo zelené barvy. Tyčinek je v květu šest, z toho většinou u 4 jsou delší a u 2 kratší nitky s vejčitými nebo podlouhlými prašníky. Čnělka chybí nebo je dlouhá od 0,5 do 4 mm. Plodem je podlouhlá až vejčitá šešulka zploštělá nebo kruhového průřezu, rovná nebo zakřivená. Otvírá se podélnými chlopněmi, obsahuje i několik stovek semen. Rukev se rozšiřuje většinou semeny a oddenky, případně i úlomky svých kořenujících stonků.

## Význam
Jsou to rostliny bez valného hospodářského významu, některé druhy mladých rostlin konzumují místní obyvatelé formou salátů nebo ze semen vyrábějí náhražku hořčice. Druhy vyrůstající samovolně na vlhkých polích jsou považovány za ne příliš obtížný plevel.

## Taxonomie
Ve světě se vyskytuje 75 až 80 druhů rukve. Je to rod který patří po taxonomické stránce mezi složité, protože rostliny se nezřídka kříží a vytvářejí i polymorfní hybridní skupiny. Takové rostliny ani nelze bezpečně určit. Navíc se lze v tomto rodu setkat i s ustálenými fertilními kříženci, hybridogenními druhy.
V České republice rostou tyto 4 druhy:
- Rukev bažinná (Rorippa palustris) (L.) Besser
- Rukev obecná (Rorippa sylvestris) (L.) Besser
- Rukev obojživelná (Rorippa amphibia) (L.) Besser
- Rukev rakouská (Rorippa austriaca) (Crantz) Besser

a 3 kříženci:
- Rukev křenovitá (Rorippa × armoracioides) (Tausch) Fuss
- Rukev proměnlivá (Rorippa × anceps) (Wahlenb.) Rchb.
- Rukev uherská (Rorippa × hungarica) Borbás [5]

V Evropě se dále ještě vyskytují:
- Rorippa amphibia x palustris
- Rorippa aspera (L.) Maire
- Rorippa brachycarpa (C.A.Mey.) Haye
- Rorippa hispanica (Boiss. & Reut.) Willk.
- Rorippa islandica (Oeder) Borbá
- Rorippa kerneri Menyh.
- Rorippa lippizensis (Wulfen) Rchb.
- Rorippa prolifera (Heuff.) Neilr.
- Rorippa prostrata (J.P.Bergeret) Schinz & Thell.
- Rorippa pyrenaica (Lam.) Rchb.
- Rorippa sylvestris x palustris
- Rorippa thracica (Griseb.) Fritsch
- Rorippa x astyla (Rchb.) Rchb.[6]